# جوش ماكدونالد
جوش ماكدونالد (بالإنجليزية: Josh Macdonald)‏ (25 يناير 1996 في أستراليا - ) هو لاعب كرة قدم أسترالي في مركز الهجوم. شارك مع منتخب أستراليا تحت 17 سنة لكرة القدم ومنتخب أستراليا تحت 20 سنة لكرة القدم.

## وصلات خارجية
- جوش ماكدونالد على موقع قاعدة بيانات كرة القدم.إي يو (الإنجليزية)
- جوش ماكدونالد على موقع Soccerway.com (الإنجليزية)